# Mugnano del Cardinale
Mugnano del Cardinale é uma comuna italiana da região da Campania, província de Avellino, com cerca de 4.910 habitantes. Estende-se por uma área de 12 km², tendo uma densidade populacional de 409 hab/km². Faz fronteira com Baiano, Mercogliano, Monteforte Irpino, Quadrelle, Sirignano, Visciano (NA).

## Demografia
| Variação demográfica do município entre 1861 e 2011                               |
|                                                                                   |
| Fonte: Istituto Nazionale di Statistica (ISTAT) - Elaboração gráfica da Wikipedia |